# Georges Clairin

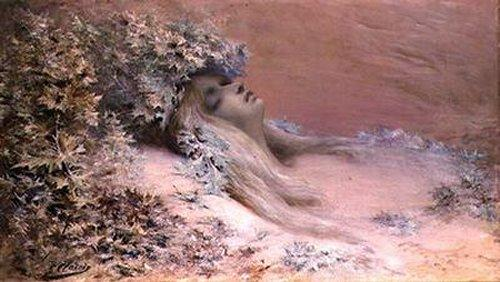
Sarah Bernhardt jako Ofelia

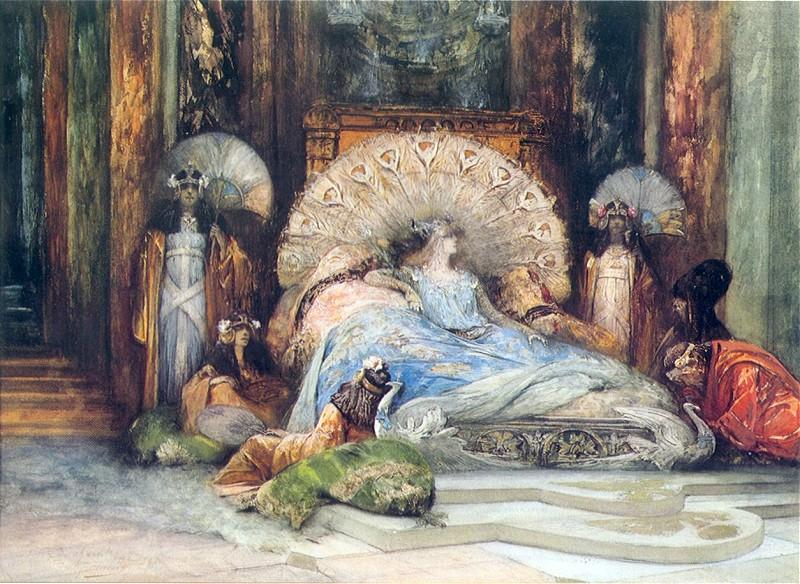
Sarah Bernhardt jako Theodora

Georges Jules Victor Clairin (ur. 1843, zm. 1919) – francuski malarz i ilustrator.
Studiował malarstwo w École des Beaux-Arts w Paryżu u François Picot`a. Wystawiał w paryskim Salonie od 1861. Wszechstronny malarz, malował pejzaże, portrety i sceny rodzajowe. Pod wpływem podróży jakie odbył do Hiszpanii i Egiptu poruszał tematykę orientalną. Tworzył wielkie historyczne kompozycje zdobiące do dzisiaj budynki publiczne w Paryżu i na prowincji Francji. Jego prace znajdują się m.in. w Sorbonie, paryskiej Operze i teatrze w Cherbourgu.
Clairin przeszedł do historii jako portrecista francuskiej aktorki Sarah Bernhardt, której był przyjacielem, a według niektórych źródeł kochankiem. Wykonał ponad sto obrazów przedstawiających Bernhardt na scenie, najsłynniejsze w roli Ofelii.
W 1897 otrzymał Legię Honorową, a w 1901 odbyła się w Paryżu wielka wystawa poświęcona jego twórczości.